# Кофанов Віктор Іванович
Віктор Іванович Кофанов (нар. 6 березня 1941, Маріуполь — пом. 8 червня 2021, Маріуполь) — український художник, графік; член Спілки художників України з 1992 року. Заслужений художник України з 2016 року.

## Життєпис
Народився 6 березня 1941 року в Маріуполі. Середню освіту здобув у маріупольській середній школі № 41.
Початкову художню освіту отримав в гуртку при Палаці культури ім. К. Маркса у Кальміуському (тоді Іллічівському) районі. Його перший вчитель — місцевий художник і викладач Ктиторов Микола Юхимович. Але починав працювати не як художник, а на місцевому заводі важкого машинобудування слюсарем.
Відбув службу в лавах радянської армії та демобілізувався у 1963 році. Професійну художню освіту отримав в Саратовському художньому училищі (1964—1968), яке закінчив з відзнакою. Серед його викладчів у Саратові — М. Просянкін, В. Успенський.
Після закінчення училища повернувся до Маріуполя, працював у Бюро агітації Маріупольського заводу «Важмаш».
Брав участь у художніх виставках. Згодом був прийнятий на роботу до місцевих художньо-виробничих майстерень Художнього фонду України.
Здійснив декілька творчих подорожей: побував у Прибалтиці, Узбекистані, на півночі європейської Росії. На початковому етапі більше працював художником-графіком. Серед його графічних технік —
- Офорт (чорно-білий)
- Кольоровий офорт
- Акварель
- Малюнок
- Ліногравюра
- гравюра на картоні

Останні роки працював переважно як живописець.
Учасник міських, обласних, всеукраїнських, всесоюзних, міжнародних мистецьких виставок від 1972 року. Перша персональна виставка відбулася в Маріуполі до 70-річчя від дня народження художника.
Роботи художника зберігаються в фондах Маріупольського художнього музею імені Куїнджі, зарубіжних приватних колекціях (Греція, Італія, Канада, Литва та ін.).
Віктор Іванович Кофанов помер 8 червня 2021 року.

## Виставки
- 1972 — Всесоюзна художня виставка молодих художників (Москва);
- 1973 — Республіканська художня виставка «Меморіал Куїнджі»;
- 2002 — Міжнародна виставке «Україна сьогоденна» (Київ);
- 2011 — виставка «Автопортрет — жанр сповідь».

## Вибрані твори (живопис)
- 1971 — «Хіва» (акварель; 17,2×23 см);
- 1972 — «Місто Хіва»; «Хіва» (гравюра на картоні; 49×68 см);
- 1973 — «Вулиця Куїнджі у Маріуполі» (ліногравюра); «Прибатика. В дюнах» (акварель; 16,7×26 см);
- 1975 — «Побудова конвертерного цеху», «У котловані», «Натюрморт з трояндою та мушлею» (гравюра; 24,5×27 см);
- 1977 — «Будівля нового дока» (гравюра на картоні; 50×63 см); «Крани в судобудівному заводі», «Старі дерева» (гравюра на картоні; 41,5×49 см);
- 1979 — «Сушка морської капусти на Соловецьких островах» (гравюра на картоні; 35×46,5 см);
- 1982 — «Вулиця в Седнєві» (офорт; 23,8×22 см);
- 1983 — «Поселення Йодкранте. Куршська коса» (акварель; 21,4×23 см);
- 1985 — «Гриби перечиці» (натюрморт);
- 1998 — «Вечірня гроза»;
- «Жовтень у Святогорську»;
- «Жовтень на Кальміусі»;
- «Святгорськ. Сонячний жовтень»;
- «Церква Михайла Архістритига у моря. Маріуполь»;
- «Весна»;
- «Хата Олександра Довженка»;
- «Поселення Мелекіне»;
- «Ранок. Білосарайська коса»;
- «Село Ферапонтово» (акварель);
- «На Соловках» (акварель);
- «Театральна площа. Маріуполь»;
- «Яхта „Леді L“ у Кокосових островів»;
- 2003 — «Сушена риби і варені раки» (натюрморт);
- 2005 — «Колодязь і бузок» (46×66 см);
- 2006 — «Март» (пейзаж; 50×65 см);
- «Літній день» (50×75 см);
- 2009 — «Кальміус. Негода»;
- «Автопортрет» (монотипія)
- «Художники-графіки» (офорт; 18×24,7 см).

### Серія «Пушкініана»
- «Сумна пора»
- «Місячна ніч»
- «Зимовий вечір»
- «На Чорній річці»
- «Жовтень»

### Малюнки
- «Хіва. Вулиця» (40,5×53 см)
- «Ферапонтово. Паркани» (23×38,5 см)
- «Будинок лікаря Гампера в Маріуполі» (26×22,5 см)
- «Автопортрет», 1974, малюнок
- «Дерева» (41,5×51,5 см)
- «Седнів», сангіна, 24×22 см
- «Художник за роботою», 32,5×26,5 см
- «Кінь», серія замальовок, 1967
- «In vino veritas» ( автопортрет з келихом, малюнок олівцем).

### Кольорові офорти (серії)
- «Сніжна зима»
- «Старий Маріуполь»
- «Зима в Старому Маріуполі»